# Heudelotia
Heudelotia es un género con una sola especie (Heudelotia africana) de plantas  perteneciente a la familia Burseraceae. 